# Casty (dessinateur)
Pour les articles homonymes, voir Casty, Casti et Kasti.
Andrea Castellan, dit Casty né le 23 avril 1967 à Gorizia est un auteur italien de bande dessinée Disney.
Depuis 2002, il travaille comme scénariste, dessinateur et illustrateur pour Topolino.
Il scénarise et dessine les histoires de Mickey Mouse depuis 2003. Sa première histoire s’intitule Topolino e i mostri idrofili avec Andrea Ferraris au dessin.
Ses principales influences sont Romano Scarpa et Floyd Gottfredson.

## Sa carrière à Topolino
Il a fait ses débuts en tant que scénariste dans le journal italien Topolino en 2003, avec l'histoire Topolino e i mostri idrofili, sur des dessins d'Andrea Ferraris. Ses débuts en tant qu'illustrateur ont eu lieu quelques années plus tard, d'abord en tant que dessinateur de couverture pour le Topolino n°2597, puis avec l'histoire de Noël Mickey et la révolte des voitures, parue dans le Topolino n°2613 (en France dans le Super Picsou géant n°196).

## Œuvres

### Quelques histoires de Casty
- Mickey et l'Empire des neiges éternelles, 3 mars 2015
- Ça arrivera… hier, 24 novembre 2015
- Mickey et les Ombronautes, 13 novembre 2012
- L'île de Kanjamaijamai, 9 mars 2010
- Topolino e le regolissime del Guazzabù (pas parue en France), 10 mai 2005
- Les 7 Boguelins, 18 novembre 2014
- Mickey et le Monde à venir, 22 janvier 2008
- Le Tsunami temporel, 1er novembre 2011
- Le Monde de Tutor, 27 avril 2010
- La Neige historicide, 2 octobre 2007
- La Cité silencieuse, 4 juillet 2006
- Une mince affaire !, 7 février 2006
- Les Enquêtes de Mickey & Iga Biva contre le docteur Tic-Tac !, 14 mai 2013
- Le colosse s'érode, 9 août 2005
- Les Caraphonies d'Avaloha, 14 juillet 2009